# Koutule skvrnitá
Koutule skvrnitá (Clogmia albipunctata), známá také jako odpadní muška, je malý dvoukřídlý hmyz z čeledi koutulovití (Psychodidae), podobný drobným motýlkům.

## Výskyt a rozšíření
Jedná se původně o tropický a subtropický nebodavý druh hmyzu, který se však také rozšířil do oblastí mírného pásu. V České republice byl výskyt tohoto druhu koutule poprvé hlášen v roce 2011 a relativně rychle se rozšířil.

## Vzhled a chování
Larvy mušek zachytávají svými štětinkami bublinky vzduchu, pomocí kterých dýchají pod vodou. Živí se rozkládajícími, především rostlinnými, ale i živočišnými materiály.
Mušky dosahují délky 3–5 milimetrů. Mají široká hnědá křídla s bílými tečkami, která se na konci mírně zužují. Tělo a křídla jsou relativně hustě pokryta jemnými šedohnědými chloupky, které velmi účinně odpuzují vodu. Většinu života sedí na zdi a létají jen v případě potřeby. Při létání vyhledávají otvory, do kterých mohou snadno zaletět, např. odpad ve dřezu. Jsou ale také přitahovány světlem.

## Životní cyklus a biotop
Po vylíhnutí z vajíček larvy během dvou až tří týdnů dokončí svůj vývoj a zakuklí se. Stádium kukly trvá asi 5 dní. Dospělci žijí v závislosti na teplotě zhruba 10 dnů. Dospělci se páří velmi brzy a samičky záhy kladou vajíčka do vhodného prostředí. Nově vylíhlí dospělci jsou do 9 hodin pohlavně vyzrálí.
Mezi přírodní biotopy patří mělké kaluže znečištěné organickými látkami a zahnívající dutiny stromů naplněné vodou. Druhotně vznikla vazba na antropogenní prostředí, zejména odpadní vody z koupelen, kuchyní a toalet.

## Zdravotní rizika
Vzhledem ke způsobu života představuje pro člověka při nedodržování hygieny jisté zdravotní riziko, zejména jako přenašeč bakteriálních infekcí.
Náleží také mezi myiatické druhy, nicméně dosud zaznamenaná onemocnění myiázou úzce souvisí s velice nízkou úrovní bydlení a osobní hygieny. Setřené šupinky křídel koutulí mohou u citlivých jedinců po vdechnutí vyvolat astma.

## Hubení v domácnosti
Larvy mušek jsou velmi odolné, např. proti chemikáliím, jako jsou bělidla. Dobře odolávají i vařící vodě. Dospělci velmi dobře odolávají vodě, je obtížné je spláchnout. Pro účinnou likvidaci mušek v domácnosti je třeba vyhubit dospělce a provádět důkladnou a dlouhodobou údržbu odtoků a odpadních rour. Mohou se množit v odpadních jímkách a odtud se dostávat do domácnosti. V některých případech je třeba provést vysokotlaké vyčištění odpadních rour, které na svých stěnách poskytují živnou půdu pro larvy.